# かんざしお艶
かんざしお艶（かんざしおえん）は、1975年1月16日から3月27日まで読売テレビ制作・日本テレビ系列で毎週木曜22時から22時55分に放送された連続テレビ時代劇。
全11回。「よみうりテレビ制作木曜10時枠連続ドラマ」の第3弾、そして最後の時代劇である。

## キャスト
- 上月晃
- 高橋悦史
- 磯野洋子
- 杉野公子
- 近藤洋介
- 中丸忠雄

## スタッフ
- 演出：高橋勝、ほか
- 脚本：池端俊策、ほか
- 制作会社：C.A.L.

## コピー
「これは異色！　上月晃がクールな女渡世人に扮しての、娯楽時代劇　新登場。」

## あらすじ
幼い頃に父を殺され、母を死に追いやられたお艶は、その仇を求め、諸国をさすらう。
旅の途中で偶然知り合ったお美代という少女を連れて、『子連れ狼』のように二人旅を続けるお艶は、毎回、様々な事件に巻き込まれるが、最初は「かかわりたくございません」と『木枯らし紋次郎』めいた台詞を吐いて身をかわそうとするものの、最後は、名前の由来である隠し持った矢車のかんざしで悪人たちを次々と倒し、痛快な大団円を迎える。

## 第1回
「十文字峠のわらべ唄」1975年1月16日放送
- 広告：「昼は旅姿・夜は鉄火場ぐらしーー過去を語らぬクールな女渡世人・お艶。心ならずも子連れの旅で　巻き起こる事件の数々……。」

## 主題歌
- 主題歌：「峠のバラード」（歌：上月晃、作詞：酒井喜一郎、作曲：橋場清）（ユニオン・レコード発売　シングル盤）
- 挿入歌：「針の雪」（同上）（B面）

| 読売テレビ制作・日本テレビ系列 木曜22時枠 | 読売テレビ制作・日本テレビ系列 木曜22時枠 | 読売テレビ制作・日本テレビ系列 木曜22時枠 |
| 前番組                                    | 番組名                                    | 次番組                                    |
| ----------------------------------------- | ----------------------------------------- | ----------------------------------------- |
| 丹下左膳 こけ猿の壷篇                     | かんざしお艶 【本作まで時代劇】           | 亜紀子 【ここから現代劇】                 |